# Лаура Бенанті
Лаура Бенанті (англ. Laura Benanti, нар. 15 липня 1979) — американська акторка і співачка, лауреатка премії «Тоні» в 2008 році.

## Життєпис
Народилася в Нью-Йорку в родині бродвейських акторів. Батьки розлучилися, і дитиною вона з матір'ю і вітчимом, прізвище якого пізніше взяла собі, переїхала в Нью-Джерсі.
В ході одного з шоу Бенатті отримала серйозну травму хребта, через яку під час великих навантажень її тіло періодично паралізує.
Була одружена з музикантом Крісом Барроном (2005-2006), актором Стівеном Паскуале (2007-2013).
З 15 листопада 2015 року у шлюбі з Патріком Брауном. 14 лютого 2017 року народила дочку Еллу Роуз Бенанті-Браун.

## Кар'єра
У 16 дебютувала в місцевому мюзиклі «Hello, Dolly!», а в 1997 році закінчила середню школу.
У 1998 році Бенанті дебютувала на бродвейській сцені в мюзиклі «Звуки музики», а рік потому отримала першу в кар'єрі номінацію на премію «Тоні» за роль у мюзиклі «Свінг». У 2002 році отримала другу номінацію на «Тоні» за участь у мюзиклі «В лісі» з Ванессою Вільямс, а також висувалася на премію «Драма Деск». 
У 2008 році вона отримала хороші відгуки від критики і виграла премії «Тоні» і «Драма Деск» за роль у мюзиклі «Циганка» з Петті Люпон. Вона отримала четверту номінацію на «Тоні» за мюзикл «Жінки на межі нервового зриву» у 2011 році. У 2016 році Бенанті отримала п'яту номінацію за головну роль в мюзиклі She Loves Me.
У 2005 році Бенанті дебютувала на телебаченні з головною жіночою роллю в ситкомі «Виснажений», закритому після семи епізодів. З тих пір вона з'явилася у фільмі «Тримай ритм» і телесеріалах «Елай Стоун», «Клуб «Плейбоя»» і «Закон і порядок: Спеціальний корпус». З 2012 по 2013 рік вона знімалася в сіткомі NBC «На старт!».
В 2013 році Бенанті знялася в транслюючій в прямому ефірі телепостановці мюзиклу «Звуки музики». Також вона взяла на себе другорядні ролі в серіалах «Дорогий доктор» та «Сестра Джекі». В 2014 році, Бенанті приєдналася в ролі кантрі-співачки до третього сезону серіалу ABC «Нешвілл».

## Фільмографія
| Рік       | Назва українською                   | Назва англійською                 | Роль                         | Примітки                                                                       |
| --------- | ----------------------------------- | --------------------------------- | ---------------------------- | ------------------------------------------------------------------------------ |
| 2005      | Starved                             | Біллі Фрейсьєр                    | Регулярна роль, 7 епізодів   |                                                                                |
| 2006      | Тримай ритм                         | Take the Lead                     | Тіна                         |                                                                                |
| 2006      | Всі в захваті від Грейс             | Falling for Grace                 | Александра                   |                                                                                |
| 2008      | Ілай Стоун                          | Eli Stone                         | Бет Келлер                   | 5 епізодів                                                                     |
| 2009      | Життя на Марсі                      | Life on Mars                      | Деніз Карлінг                | Епізод: «Home Is Where You Hang Your Holster»                                  |
| 2010      | Мескада                             | Meskada                           | Еллісон Коннор               |                                                                                |
| 2010      | Open Books                          | Джун                              | Пілотний епізод              |                                                                                |
| 2011      | Невиліковне Це                      | The Big C                         | Джия Шерман                  | Епиізод: «Fight or Flight»                                                     |
| 2011      | Клуб «Плейбоя»                      | The Playboy Club                  | Керол-Лінн Кеннінгем         | Регулярна роль, 7 епізодів                                                     |
| 2012-2013 | На старт!                           | Go On                             | Лорен Шнайдер                | Регулярна роль, 22 епізодів                                                    |
| 2013      | Дорогий доктор                      | Royal Pains                       | Шелбі Шакелфорд              | 8 епізодів                                                                     |
| 2013      | Елементарно                         | Elementary                        | Енн Бейкер                   | Епізод: «Poison Pen»                                                           |
| 2013      | Звуки музики в прямому ефірі        | The Sound of Music Live!          | Баронеса                     | Телепостановка                                                                 |
| 2014—2015 | Гарна дружина                       | The Good Wife                     | Рената Еллард                | Епізоди: «Tying the Knot» і «Dark Money»                                       |
| 2011-2014 | Закон і порядок: Спеціальний корпус | Law & Order: Special Victims Unit | Марія Грейз                  | 9 епізодів                                                                     |
| 2014      | Медсестра Джекі                     | Nurse Jackie                      | Міа                          | 7 епізодів                                                                     |
| 2014—2015 | Нешвілл                             | Nashville                         | Седі Стоун                   | 15 епізодів                                                                    |
| 2015-2016 | Супердівчина                        | Supergirl                         | Алура Зор-Эл / Генерал Астра | 9 епізодів Номінація — Премія «Сатурн» за найкращу гостьову роль у телесеріалі |